# Опал (бронетранспортёр)

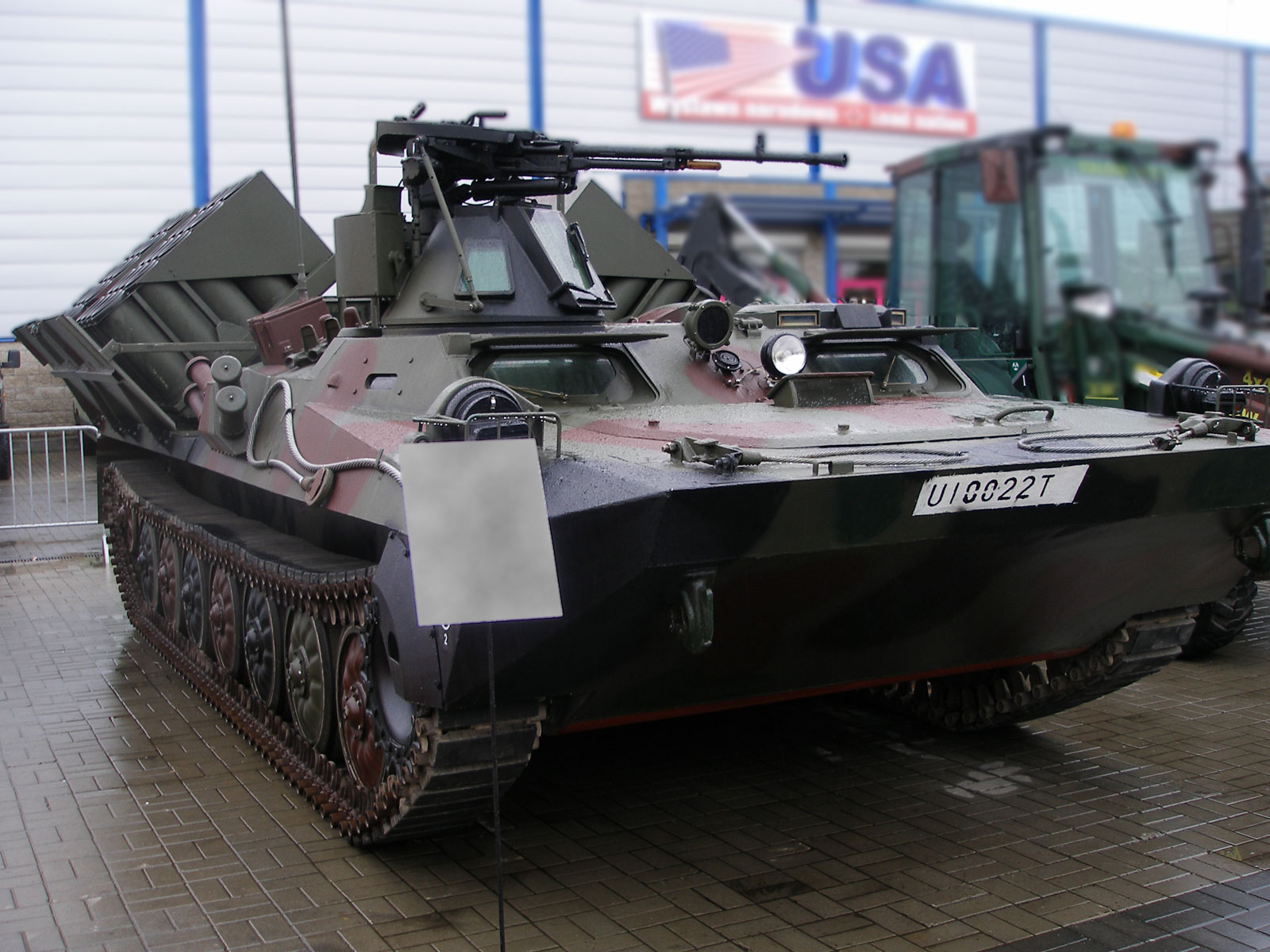
Гусеничный минный заградитель «ISM Kroton» на базе Opal-II. Хорошо видно удлинённое шасси машины

Opal-I/Opal-II (пол. Opal — «опал») — современный польский лёгкий плавающий многоцелевой бронированный транспортёр-тягач (бронетранспортёр), созданный на базе МТ-ЛБ. Состоит на вооружении Вооружённых сил Польши и производится серийно, в том числе в качестве базового шасси для установки различных систем вооружения и военной техники.

## История создания
«Опал-I» был разработан заводом Huta Stalowa Wola в 1990-х годах на основе советского бронетранспортёра МТ-ЛБ, производившегося на заводе по лицензии. Впоследствии был создан также модернизированный вариант машины, получивший обозначение «Опал-II».

## Модификации
- Opal-I — базовый вариант.
- Opal-II — модификация с удлинённой на один опорный каток (до 7 катков применительно к одному борту) ходовой частью[1].

## Описание конструкции
«Опал-I» представляет собой глубокую модернизацию МТ-ЛБ. Основные изменения по сравнению с базовой машиной включают в себя изменённую форму носовой части корпуса и замену водомётов для улучшения динамических свойств машины при движении на воде, новый дизельный двигатель SW0680/167/1 мощностью 245 л. с. взамен 240-сильного ЯМЗ-238В, башню новой конструкции с 12,7-мм танковым пулемётом НСВТ взамен башни с 7,62-мм ПКТ. В варианте «Опал-II» также увеличена длина корпуса за счёт удлинения ходовой части на один опорный каток (до 7 катков применительно к одному борту, аналогично советскому МТ-ЛБу), а также установлен дизельный двигатель SW-680T мощностью 300 л. с.

## Машины на базе
- WPT Mors — лёгкая БРЭМ, предназначенная для эвакуации боевых машин пехоты[2][3].
- TRI Hors — инженерная разведывательная машина[3].
- TRI-D Durian — вариант TRI Hors, дополнительно оснащённый реактивной установкой разминирования.
- ISM Kroton — гусеничный минный заградитель на базе Opal-II.
- WEM Lotos — бронированная медицинская машина[1].
- ZWD-10R Łowcza-3 (LA-3) — подвижный пункт управления огнём средств ПВО[3][4].
- LSPZRA Sopel — опытная зенитная самоходная установка на базе Opal-II, вооружённая спаренной установкой 23-мм автоматических пушек и двумя смонтированными на башне ПЗРК «Стрела-2М»[5].
- LSPZRA Stalagmit — опытная зенитная самоходная установка на базе Opal-II, вооружённая спаренной установкой 23-мм автоматических пушек Model-4216 и четырьмя зенитными ракетами Grom. Результат дальнейшего развития LSPZRA Sopel[5].
- Bor — опытная транспортно-заряжающая машина.